# 6 Batalion Zabezpieczenia i Remontu
6 Batalion Zabezpieczenia i Remontu – pododdział wojsk powietrznodesantowych Sił Zbrojnych PRL.
1 czerwca 1964 rozpoczęto organizację 6 Batalionu Zabezpieczenia i Remontu. Jednostka weszła w skład 6 Pomorskiej Dywizji Powietrznodesantowej.
W skład batalionu włączono: Ośrodek Szkolenia Techniczno-Samochodowego z przemianowaniem na 1 kompanię transportową; pluton napraw samochodowych jako warsztat napraw samochodowych; warsztat uzbrojenia oraz nowo zorganizowane: pluton ładowania zasobników i pluton szkolny.
W 1975 r. 6 bzir przeformowano w 8 Batalion Zabezpieczenia. Do batalionu włączono 15 kompanię medyczną i 24 kompanię zabezpieczenia zrzutowisk i lądowisk.

## Dowódcy dywizjonu
- mjr Józef Harmasz